# Lijst van Liphistiidae
De lijst van Liphistiidae geeft een overzicht van alle wetenschappelijk beschreven soorten Liphistiidae.

## Heptathela
Heptathela Kishida, 1923
- Heptathela abca Ono, 1999
- Heptathela amamiensis Haupt, 1983
- Heptathela australis (Ono, 2002)
- Heptathela bristowei Gertsch, 1967
- Heptathela ciliensis Yin, Tang & Xu, 2003
- Heptathela cipingensis (Wang, 1989)
- Heptathela cucphuongensis Ono, 1999
- Heptathela goulouensis Yin, 2001
- Heptathela higoensis Haupt, 1983
- Heptathela hunanensis Song & Haupt, 1984
- Heptathela jianganensis Chen et al., 1988
- Heptathela kanenoi Ono, 1996
- Heptathela kikuyai Ono, 1998
- Heptathela kimurai (Kishida, 1920)
- Heptathela luotianensis Yin et al., 2002
- Heptathela mangshan Bao, Yin & Xu, 2003
- Heptathela nishikawai Ono, 1998
- Heptathela sapana (Ono, 2010)
- Heptathela shei Xu & Yin, 2001
- Heptathela suoxiyuensis Yin, Tang & Xu, 2003
- Heptathela tomokunii Ono, 1997
- Heptathela wosanensis Wang & Jiao, 1995
- Heptathela xianningensis Yin et al., 2002
- Heptathela yaginumai Ono, 1998
- Heptathela yakushimaensis Ono, 1998
- Heptathela yanbaruensis Haupt, 1983
- Heptathela yunnanensis Song & Haupt, 1984

## Liphistius
Liphistius Schiödte, 1849
- Liphistius albipes Schwendinger, 1995
- Liphistius batuensis Abraham, 1923
- Liphistius bicoloripes Ono, 1988
- Liphistius birmanicus Thorell, 1897
- Liphistius bristowei Platnick & Sedgwick, 1984
- Liphistius castaneus Schwendinger, 1995
- Liphistius dangrek Schwendinger, 1996
- Liphistius desultor Schiödte, 1849
- Liphistius endau Sedgwick & Platnick, 1987
- Liphistius erawan Schwendinger, 1996
- Liphistius fuscus Schwendinger, 1995
- Liphistius isan Schwendinger, 1998
- Liphistius jarujini Ono, 1988
- Liphistius johore Platnick & Sedgwick, 1984
- Liphistius kanthan Platnick, 1997
- Liphistius lahu Schwendinger, 1998
- Liphistius langkawi Platnick & Sedgwick, 1984
- Liphistius lannaianus Schwendinger, 1990
- Liphistius laruticus Schwendinger, 1997
- Liphistius lordae Platnick & Sedgwick, 1984
- Liphistius malayanus Abraham, 1923
  - Liphistius malayanus cameroni Haupt, 1983
- Liphistius marginatus Schwendinger, 1990
- Liphistius murphyorum Platnick & Sedgwick, 1984
- Liphistius nesioticus Schwendinger, 1996
- Liphistius niphanae Ono, 1988
- Liphistius ochraceus Ono & Schwendinger, 1990
- Liphistius onoi Schwendinger, 1996
- Liphistius ornatus Ono & Schwendinger, 1990
- Liphistius owadai Ono & Schwendinger, 1990
- Liphistius panching Platnick & Sedgwick, 1984
- Liphistius phileion Schwendinger, 1998
- Liphistius phuketensis Schwendinger, 1998
- Liphistius pusohm Schwendinger, 1996
- Liphistius rufipes Schwendinger, 1995
- Liphistius sayam Schwendinger, 1998
- Liphistius schwendingeri Ono, 1988
- Liphistius sumatranus Thorell, 1890
- Liphistius suwat Schwendinger, 1996
- Liphistius tempurung Platnick, 1997
- Liphistius tenuis Schwendinger, 1996
- Liphistius thaleban Schwendinger, 1990
- Liphistius thaleri Schwendinger, 2009
- Liphistius tham Sedgwick & Schwendinger, 1990
- Liphistius thoranie Schwendinger, 1996
- Liphistius tioman Platnick & Sedgwick, 1984
- Liphistius trang Platnick & Sedgwick, 1984
- Liphistius yamasakii Ono, 1988
- Liphistius yangae Platnick & Sedgwick, 1984

## Nanthela
Nanthela Haupt, 2003
- Nanthela hongkong (Song & Wu, 1997)
- Nanthela tonkinensis (Bristowe, 1933)

## Ryuthela
Ryuthela Haupt, 1983
- Ryuthela iheyana Ono, 2002
- Ryuthela ishigakiensis Haupt, 1983
- Ryuthela nishihirai (Haupt, 1979)
- Ryuthela owadai Ono, 1997
- Ryuthela sasakii Ono, 1997
- Ryuthela secundaria Ono, 1997
- Ryuthela tanikawai Ono, 1997

## Songthela
Songthela Ono, 2000
- Songthela hangzhouensis (Chen, Zhang & Zhu, 1981)
- Songthela heyangensis (Zhu & Wang, 1984)
- Songthela schensiensis (Schenkel, 1953)
- Songthela sinensis (Bishop & Crosby, 1932)